# Ralph Ramkarran

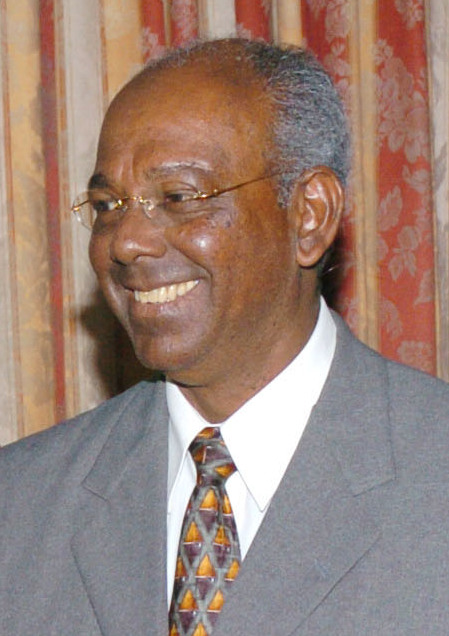
Ralph Ramkarran 2006

Hari Narayen Ramkaran, bekannt als Ralph Ramkarran (Ram Karran, geb. 11. August 1946, Britisch-Guayana) ist ein Rechtsanwalt und Politiker in Guyana. Er diente als Sprecher der Nationalversammlung von Guyana von 2001 bis 2011.

## Leben
Ramkaran besuchte die Bel Air Primary School, die Central High School und Queen’s College. Danach ging er nach Großbritannien um Rechtswissenschaft zu studieren. Ramkarran qualifizierte sich 1972 als Anwalt als Mitglied des Gray’s Inn und kehrte im folgenden Jahr nach Guyana zurück, wo er als selbstständiger Anwalt arbeitete. 1977 schloss er sich dem Anwaltsbüro Cameron & Shepherd an, welches heute Guyanas älteste und größte Anwaltskanzlei ist. Er ist derzeit der Senior Partner der Firma. Er wurde 1996 auch Senior Counsel für Guyanas Justiz (Judiciary).
Ramkarran hat sich häufig für die People’s Progressive Party (PPP) in Guyana ausgesprochen und war der Herausgeber von deren offiziellem Journal, dem Thunder, von 1992 bis 2002. Er wurde 1974 und 1975 in das Central- und Executiv-Komitee der Partei gewählt. 1979 erfolgt die Wahl in das Council der Guyana Bar Association und dort diente er zwölf Jahre lang als Treasurer (Schatzmeister), Assistant Secretary und Secretary.
1994 wurde er als Guyana Facilitator für den United Nations Good Officer Process zum Genfer Vertrag (17. Februar 1966) aufgrund der Guyana-Venezuela-Grenz-Kontroverse bestellt.
Am 29. Juni 2012 erklärte Ramkarran bei einem Parteitreffen, dass er viele Anfeindungen erlebt hatte als Folge eines Artikels, welchen er über Korruption geschrieben hatte. Nachdem er, in seinen eigenen Worten „kostenlos und irrelevanter Weise beschuldigt worden war unglaubwürdig zu sein“ („gratuitously and irrelevantly accused of being untrustworthy“), erklärte er, dass „nach vierzig Jahren in der Leitung der PPP, solch eine Anschuldigung mehr war, als er ertragen konnte“ („after forty years in the leadership of the PPP, such an accusation was about as much as I could bear“). Am folgenden Tag trat er aus der PPP aus.

## Familie
Sein Vater, Boysie Ramkarran, diente als Minister of Works and Communications in Britisch-Guyana in der Regierung der PPP 1957 bis 1961 und unmittelbar danach als Minister of Works and Hydraulics (1961–1964). Er war auch der Generalsekretär der GAWU zwischen 1975 und 1985.